# Funky Town
Funky Town – trzydziesty pierwszy singel Namie Amuro w wytwórni Avex trax. Singel utrzymywał się przez siedem tygodni w rankingu Oricon. W pierwszym tygodniu sprzedano 34 292 kopii natomiast przez siedem tygodni 55 000. Przez internet ściągnięto 440 000 kopii. Wersja CD kosztowała w Japonii ¥ 1,050, a wersja CD+DVD ¥ 1,890. Piosenka Funky Town została wykorzystana w kampanii cytrynowej herbaty Lipton.

## Lista utworów
CD
| 1. | Funky Town                         | 3:46  |
|    |                                    |       |
| 2. | Darling                            | 5:02  |
|    |                                    |       |
| 3. | Funky Town (wersja instrumentalna) | 3:46  |
|    |                                    |       |
| 4. | Darling (wersja instrumentalna)    | 5:54  |
|    |                                    |       |
|    |                                    | 18:28 |
|    |                                    |       |
DVD
| 1. | Funky Town (Teledysk; Promotion Video) |  |
|    |                                        |  |

## Wystąpienia na żywo
- 16 marca 2007 - PopJam Reprise
- 5 kwietnia 2007 - Sakigake! Ongaku Banzuke SP
- 6 kwietnia 2007 - Music Fighter
- 7 kwietnia 2007 - CDTV

## Oricon
| Diagram                                                    | Pozycja |
| ---------------------------------------------------------- | ------- |
| Dzienny diagram Oricon (w pierwszym dniu sprzedaży)        | #2      |
| Tygodniowy diagram Oricon (w pierwszym tygodniu sprzedaży) | #3      |
| Miesięczny diagram Oricon (w pierwszym miesiącu sprzedaży) | #14     |
| Roczny diagram Oricon                                      | -       |